# 埃爾克 (加利福尼亞州弗雷斯諾縣)
埃爾克（英語：Elk）是位於美國加利福尼亞州弗雷斯諾縣的一個非建制地區。該地的面積和人口皆未知。

## 地理
埃爾克的座標為36°45′01″N 119°29′34″W / 36.75028°N 119.49278°W，而該地的平均海拔高度為126米（即413英尺）。